# Rajna Kabaivanska
Raina Kabaivanska (in bulgaro Райна Кабаиванска?; Burgas, 15 dicembre 1934) è un soprano bulgaro  naturalizzato italiano.

## Biografia
Nata a Burgas sul Mar Nero (Bulgaria) il 15 dicembre 1934, suo padre era medico veterinario e scrittore; sua madre era professoressa di fisica. Ha sempre abitato e studiato a Sofia.
Il nome Raina significa in bulgaro antico ninfa del fiume. Il cognome è una invenzione del padre che modificò il suo cognome Ivanov in kaba- dal turco morbido, tenero, -ivan- radice del cognome, col suffisso polacco -ski,-ska come segno di nobiltà. Da bambina suonava il pianoforte e cantava accompagnandosi sulla fisarmonica. Da studentessa al Conservatorio di Sofia, lavorava come solista nel collettivo artistico dell’Armata del Lavoro, suonando e cantando arie da opere famose come soprano e come mezzosoprano. 
Si diplomò in canto e pianoforte al conservatorio di Sofia dove è stata membro del coro del teatro dell’Opera di Sofia per alcuni mesi. Nel 1957 debuttò all'Opera Nazionale Bulgara della stessa città, nel corso del saggio finale si produsse nella scena di Tatiana nell'Eugenio Onegin di Pëtr Il'ič Čajkovskij e nell’ultima scena di Un ballo in maschera di Verdi nella parte di Amelia. 
Nel 1958 ottenne una borsa di studio di sei mesi del governo comunista bulgaro per studiare canto presso il Bol'šoj di Mosca, ma lei, con sorpresa dell'intendente preposto, chiese e ottenne di studiare canto in Italia, dove seguì gli insegnamenti di Zita Fumagalli Riva, soprano che negli anni ’10 e ’20 aveva cantato il repertorio verista italiano ai livelli più alti, e studiò con lei. A Milano Raina affrontò difficoltà per completare la propria preparazione. 
Nel 1959 debuttò a Vercelli nel Tabarro di Giacomo Puccini (musicista di cui è stata l'indiscussa interprete per tutta la sua carriera) accanto a Piero Cappuccilli e con direttore Ino Savini, e subito dopo fu attiva in piccoli teatri, come Sanremo, Mantova, Trento e Bolzano, interpretando Bohème e Pagliacci. Vinse poi il concorso per entrare alla scuola dei giovani del Teatro alla Scala, dove si perfezionò con Antonio Tonini, con Gianandrea Gavazzeni e con il regista Mario Frigerio. 
Già nel 1961 esordì alla Piccola Scala nel ruolo della figlia in Torneo notturno di Malipiero e vinse il concorso della scuola giovani del Teatro alla Scala, con l’entusiastico assenso del direttore Antonino Votto, producendosi, nel mese di maggio,  alla “grande” Scala, come Agnese in Beatrice di Tenda, accanto a Joan Sutherland. 
In seguito Kabaivanska avrebbe perfezionato le sue doti vocali con Rodolfo Celletti in Italia e con Rosa Ponselle a Baltimora, cosa che le consentì di ampliare notevolmente il suo repertorio. Grazie alla musicalità e alla preparazione scenica, trovò immediatamente tre scritture internazionali prestigiose: Sir David Webster, direttore artistico del Covent Garden, la fece esordire in quel teatro come Desdemona in Otello di Verdi, nel giugno 1962, con Mario Del Monaco e Tito Gobbi, direttore Georg Solti. Kurt Herbert Adler la fece debuttare negli Stati Uniti, ancora come Desdemona, a San Francisco. Pochi mesi dopo Rudolf Bing, sovrintendente del Metropolitan Opera House di New York, la volle fissa nel teatro per una quindicina di stagioni a partire da un’edizione di Pagliacci con Carlo Bergonzi. Tra il 1961 e il 1968 Raina ha studiato tecnica e repertorio a Baltimora con la grande Rosa Ponselle, che la preparò nei ruoli di Leonora in La forza del destino, Cio-Cio-san in Madama Butterfly e Leonora ne Il trovatore. Di quelle lezioni restano alcuni nastri di estremo interesse. 
Il rapporto della Kabaivanska con la Scala continuò ad essere intenso negli anni ’60 (Falstaff, Turandot di Busoni, Suor Angelica, Don Carlo, Mefistofele, Rienzi). Ma l’attività statunitense fu ancora più intensa e proficua: nel massimo teatro di New York e nelle città più importanti degli Stati Uniti (Chicago, Washington, New Orleans, Houston, Dallas) questa artista ha perfezionato i ruoli che hanno in seguito fatto la sua gloria.
Nel 1969 Raina inaugurò la stagione della Scala interpretando Elvira nell’Ernani di Verdi accanto a Placido Domingo e al suo compatriota Nicolaj Ghiaurov. Tra il 1960 e il 1985 si esibisce nei principali teatri del mondo, fra cui La Scala, il Metropolitan Opera di New York, la Royal Opera House di Londra, il Teatro Bol'šoj di Mosca, il Teatro Colón di Buenos Aires. Di questa grande cantante-attrice sono memorabili alcune prove verdiane. Nel 1973 ha interpretato la duchessa Elena ne I vespri siciliani che inaugurarono il nuovo Teatro Regio di Torino con la regìa di Maria Callas. Poco dopo è venuta una commovente e bellissima Violetta, proposta in Emilia e allo Sferisterio di Macerata sotto la preziosa guida di Mauro Bolognini. Nel 1976 debuttò come Amelia in Simon Boccanegra alla Scala, sotto la bacchetta di Claudio Abbado.
Nel 1978 Herbert von Karajan (sotto la cui guida era stata alla Scala una intensissima Nedda nei Pagliacci) ha voluto Raina ne Il trovatore al Festival di Salisburgo e a Vienna. L’ha poi richiamata nel 1981 e 1982 per incarnare Alice nel Falstaff, sia in disco sia al Festival di Salisburgo e in film. 
Il capitolo “discografia” è gravato dalla estraneità della Kabaivanska alle “multinazionali” del disco, ma include registrazioni preziose. A metà degli anni Settanta la Fonit Cetra realizzò due eleganti recitals, uno di arie pucciniane sotto la bacchetta storica del maestro Gianandrea Gavazzeni, uno di musica da camera russa con accompagnamento pianistico. Tra il 1979 e il 1981 la RCA ha diffuso alcuni bellissimi recitals che spaziavano da Cherubini a Puccini. A metà degli anni ottanta questa artista ha potuto realizzare delle registrazioni integrali curate di cinque dei suoi ruoli principali: Tosca, Madama Butterfly, Manon Lescaut, Adriana Lecouvreur e Francesca da Rimini.
Nel 1979 Raina cantò in Eugenio Onegin al Metropolitan di New York. Nel 1980 Tosca con Luciano Pavarotti fu un trionfo alla Scala di Milano. Al teatro milanese fece in seguito una causa per un contratto non risolto. La fine di quel rapportò significò per la Kabaivanska la possibilità di scegliere liberamente le opere della sua carriera. 
Ormai la cantante era un soprano acclamato sia in Italia che in altri paesi. Il Teatro dell'Opera di Roma, il Comunale di Bologna, l'Opera di Amburgo, il San Carlo di Napoli, il Regio di Torino, il Coliseo di Bilbao, il Teatro Massimo di Palermo le hanno aperto le porte con nuove proposte. Nel 1981 cantò per la prima volta a fianco di Alfredo Kraus nel ruolo per lei nuovo di Manon nell’opera omonima di Massenet. Quelle recite all’Opera di Roma ebbero un’accoglienza trionfale, come pure l’inaugurazione della stagione romana 1981-1982 con Fausta di Donizetti. Si trattava di una vera e propria “riesumazione” di una partitura che era stata dimenticata dopo l’interpretazione di Giuditta Pasta nel 1833. Il trionfo di Raina in questo difficilissimo ruolo - un trionfo al quale non era estranea la preparazione vocale effettuata anche recandosi a Londra alla “Donizetti Society” e ascoltando i consigli del musicologo Rodolfo Celletti - preludeva a una serie di interpretazioni nel repertorio antico. Ci furono così La vestale di Spontini (Genova 1984), che era stato cavallo di battaglia della Ponselle e della Callas, Armide di Gluck (Bologna 1984), che le attirò l’ammirazione della critica francese per la perfetta dizione drammatica, fino a culminare in Roberto Devereux di Donizetti (Roma 1988 e Genova 1993). La terribile regina Elisabetta, truce e minacciosa nei primi due atti, trovava una straordinaria catarsi patetica nell’ultima scena. Non per questo la Kabaivanska rinunciava a proporre le due Manon, più di quattrocento Tosche, più di quattrocento Butterfly, Adriana e Francesca nei maggiori teatri, con musicalità impeccabile, asciutta eleganza e impatto tragico.
Nel 1978, nel 1983 e nel 1997 presentò la sua sottile e intimistica interpretazione di Madama Butterfly in un teatro aperto e gigantesco come l’Arena di Verona, sempre ottenendo grandi ovazioni. In anticipo su un’altra realizzazione degli anni ’90, già nel 1979 Raina aveva girato accanto a Plácido Domingo Tosca nei luoghi autentici di Tosca, la Basilica di Sant'Andrea della Valle, Palazzo Farnese e Castel Sant'Angelo. Portando la sua Adriana Lecouvreur a Montecarlo, Marsiglia, Monaco di Baviera, Oviedo e Lisbona, ella ha restituito a questa partitura una notorietà internazionale che essa aveva perduto. Nel 1997 è protagonista del film Un bel dì vedremo di Tonino Valerii. Nel 2005 è tra gli interpreti di Gabrielle di Patrice Chéreau. 
Calcò le scene fino ai primi anni del XXI secolo, dedicandosi poi all'insegnamento presso l'Accademia di musica chigiana, dove tenne un corso per esecutori di opere pucciniane, oltre a dirigere altri corsi in Italia, Spagna e Francia. Ha fatto parte inoltre della giuria di diversi prestigiosi concorsi in tutto il mondo.
Nel 2007, ai funerali di Luciano Pavarotti, aprì la cerimonia religiosa cantando l'Ave Maria di Verdi e venne premiata con il Capri Music Award.
Nel 2019 collaborò al docufilm di Ottavio Rosati La Moda proibita (Jean Vigo e Istituto Luce) dove rievocava le tappe del suo matrimonio artistico con il couturier Roberto Capucci suo grande amico e, a proposito dei concerti tenuti in tutto il mondo, dichiarò: L'Ottanta per cento del mio successo è Roberto Capucci.
Nel 1969 conobbe un giovane regista operistico, Franco Guandalini, assistente di Giorgio De Lullo e collezionista d’arte e farmacista a Modena, che sarebbe diventato suo marito. Si è stabilita definitivamente a Modena dopo la nascita della figlia Francesca.

## Cronologia

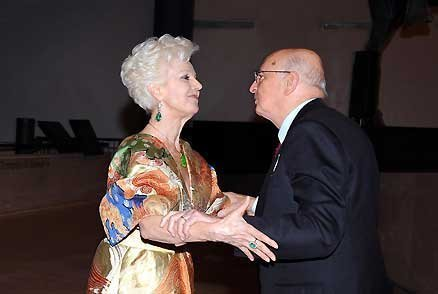
Raina Kabaivanska con Giorgio Napolitano al termine di un concerto. 2009

Per il Teatro alla Scala nel 1961 è La figlia in Torneo notturno di Gian Francesco Malipiero alla Piccola Scala, Agnese di Maino nella prima rappresentazione di Beatrice di Tenda con Joan Sutherland ed è Giovanna d'Arco di Marco Enrico Bossi in concerto; nel 1962 è Alice Ford in Falstaff con Renato Capecchi, Luigi Alva, Mirella Freni, Fedora Barbieri e Fiorenza Cossotto e con Rolando Panerai nella prima rappresentazione del 1963, è Suor Angelica nell'opera omonima e Turandot nella Turandot di Ferruccio Busoni con Rolando Panerai; nel 1964 è Elisabetta di Valois in Don Carlos con Nicolaj Ghiaurov e Fiorenza Cossotto ed anche nel 1969, Margherita nella prima rappresentazione di Mefistofele con Carlo Bergonzi ed Irene nella prima rappresentazione di Rienzi con Giuseppe Di Stefano; nella stagione lirica 1969-1970 è Elvira nella serata d'inaugurazione in Ernani comparendo anche con il cognome Corsaletti con Placido Domingo, Nedda in Pagliacci; è Madama Butterfly nel 1972 e nella prima rappresentazione con Leo Nucci diretta da Georges Prêtre nel 1979; è Floria Tosca nella prima rappresentazione di Tosca con Domingo ed Alfredo Mariotti nel 1974 e con Luciano Pavarotti diretta da Seiji Ozawa nel 1980; nel 1976 è Maria in Simon Boccanegra con Piero Cappuccilli diretta da Claudio Abbado ed infine tiene due recital nel 1990 ed uno nel 1997.
Al San Francisco Opera nel 1962 debutta negli Stati Uniti il ruolo di Desdemona in Otello ed in questo ruolo ritornerà nel 1970, è Alice Ford in Falstaff nel 1966, è Leonora di Vargas ne La forza del destino nel 1976 e Nedda in Pagliacci nello stesso anno.
Nel 1962 debutta successivamente al Metropolitan Opera House di New York con Nedda in Pagliacci con Carlo Bergonzi. Nel 1963 è Mimì ne La Bohème con Fernando Corena ed Elisabetta di Valois in Don Carlo diretta da Georg Solti, nel 1964 è Desdemona in Otello, Alice Ford in Falstaff con Luigi Alva e Leonora ne La forza del destino con Cesare Siepi, nel 1965 è Manon in Manon Lescaut, nel 1967 è Cio-Cio-San in Madama Butterfly, nel 1970 è Maddalena in Andrea Chénier, nel 1971 è Marguerite in Faust, nel 1972 è Lisa in La dama di picche di P. I. Čajkovskij ed infine nel 1979, con la sua ultima performance come Tatiana in Eugene Onegin, compare in circa settanta rappresentazioni al Met.
Nel 1966 canta in Beatrice di Tenda (dramma), diretta da Vittorio Gui al Teatro Massimo Vincenzo Bellini di Catania.
Nel 1969 canta per la prima volta al Teatro Massimo di Palermo come Margherita nel Mefistofele di Boito con Jerome Hines e Giorgio Merighi; vi ritornerà nel 1971 debuttando Leonora del trovatore di Verdi con Piero Cappuccilli, Flaviano Labò, Fiorenza Cossotto, diretti da Antonino Votto. Nel 1991 al Politema di Palermo nella Tosca con Kristian Johannsson e Tom Fox, nel 1993 come Manon in Manon Lescaut con Kaludi Kaludov, diretti da Donato Renzetti, nel 1994 in Madama Buttefly con Salvatore Fisichella, Eleonora Jankovič e Roberto Servile, nel 1995 come Francesca in Francesca da Rimini di Zandonai con José Cura, Silvano Carroli, Patrizia Orciani, Patrizia Pace, Adriana Cicogna, Elena Lo Forte, Mario Bolognesi, diretti da Maurizio Arena; nel 1996 torna nell'Adriana Lecouvreur con Giorgio Merighi, Luciana d'Intino, Alessandro Cassis, diretti da Maurizio Arena; nel 1997 torna con due riprese a gennaio in Tosca con Keith Olsen e Silvano Carroli, diretti da Donato Renzetti e in maggio nel Falstaff per il centenario del Teatro Massimo con Alain Fondary e Simone Alaimo nel ruolo di Falstaff, Patrizia Pace, Bernadette Manca di Nissa, Roberto Iuliano, Francesca Franci, diretti da Donato Renzetti; torna a Palermo al Teatro Massimo nel 2000 per debuttare in La voix humaine di Poulenc; nel 2001 debutta Liza Elliott nella Lady in the Dark di Kurt Weill; nel 2002 per un recital.
Al Royal Opera House di Londra è Desdemona in Otello con Tito Gobbi diretta da Georg Solti nel 1962 e nel 1964, è Liù in Turandot nel 1963 e nel 1977 diretta da Zubin Mehta, è Floria Tosca con Luciano Pavarotti nel 1977 ed infine è Cio-Cio-San con Leo Nucci ne 1981.
Al Wiener Staatsoper compare in dodici rappresentazioni complessive come Nedda in Pagliacci con Giuseppe Taddei nel 1965, Elisabetta in Don Carlo con Cesare Siepi nel 1968, Leonora ne Il trovatore con Piero Cappuccilli, Fiorenza Cossotto e José van Dam diretta da Herbert von Karajan nel 1978 ed infine Floria Tosca con Luciano Pavarotti nel 1989.
Al Teatro Regio di Parma è Manon nella ripresa di "Manon Lescaut" di Giacomo Puccini nel 1969, è Wally nella ripresa di "La Wally" di Alfredo Catalani nel 1975, Tosca nella ripresa di "Tosca" di Giacomo Puccini con José Carreras nel 1976 ed Adriana Lecouvreur nelle riprese di "Adriana Lecouvreur" di Francesco Cilea. È al Regio che dedica la recita d'addio all'amato ruolo di Tosca (il pubblico ottiene il bis dell'aria Vissi d'arte).
All'Arena di Verona è Manon con Placido Domingo nel 1970, Madama Butterfly con Leo Nucci nel 1978 (opera data per la prima volta nell'anfiteatro veronese); sarà ancora Madama Butterfly nel 1983 (Pinkerton è Nazzareno Antinori), recita documentata in VHS/DVD e canterà la sua ultima Madama Butterfly nell'agosto 1997. L'Arena di Verona la vede anche protagonista di Bohème nel 1982.
Varie anche le sue presenze al Teatro Filarmonico di Verona, nel 1979 Adriana Lecouvreur, Francesca Da Rimini nel 1980 e nuovamente Adriana Lecouvreur nel 1989.
A Torino è Tosca nella ripresa nel Teatro Nuovo di Torino di Tosca con Plácido Domingo ed Alfredo Mariotti nel 1971 ed al Teatro Regio canta “I Vespri Siciliani” nel 1973, Tosca nella prima rappresentazione nel Palasport di "Tosca" nel 1974 ed al Regio Manon nella ripresa di "Manon Lescaut" con Alfredo Mariotti nel 1986.
Al Teatro Verdi di Trieste è Wally nel 1973, Desdemona nel 1975, Adriana Lecouvreur nel 1977, Tosca nel 1978 ed infine Francesca da Rimini nel 1980. Sempre nel 1980 alla Salle Garnier dell'Opera di Parigi è Tosca nella ripresa dell'opera di Giacomo Puccini e tiene un concerto al Teatro La Fenice di Venezia.
Nel 1981 è Adriana Lecouvreur nel Teatro Comunale di Firenze con Fiorenza Cossotto, Rolando Panerai e Carlo Cava. Nello stesso anno è Fausta nella prima rappresentazione nel Teatro dell'Opera di Roma di "Fausta" di Gaetano Donizetti con Renato Bruson.
Nel 1982 è Tosca a Bilbao. Nel 1984 interpreta Armide di Gluck al Teatro Comunale di Bologna. Nel 1986 è Desdemona a Cagliari con la regia di Arnoldo Foà.
Nel 1987 un importante debutto, Elisabetta in Roberto Devereux di G. Donizetti, al teatro dell'Opera di Roma. Riproporrà questo titolo al Teatro Carlo Felice di Genova nel 1992. Nello stesso anno canta al Teatro Rendano di Cosenza in Adriana Lecouvreur.
Nel 1988 è Anna Glawari ne La vedova allegra al Teatro La Fenice di Venezia. Nel 1989 è Manon al Teatro Comunale di Bologna.
Il 18 ottobre 1991 interpreta Leonora ne Il trovatore alla nuova inaugurazione del Teatro Carlo Felice di Genova restaurato. Nello stesso anno, al Teatro alla Fenice di Venezia, è Adriana Lecouvreur ed Elisabetta di Valois in Don Carlo con Ferruccio Furlanetto e la contessa Madeleine nella ripresa nel Teatro Comunale di Bologna di "Capriccio" di Richard Strauss.
Nel 1992 canta nel Concerto di Gala alla Fenice con Mariella Devia, Marilyn Horne, Bernadette Manca di Nissa, Samuel Ramey e Katia Ricciarelli, diretta da Georges Prêtre, e canta la Manon a Bilbao con Alfredo Kraus.
Nel 1998 al Teatro Comunale di Cagliari è Mimì ne La bohème e The governess ne Il giro di vite di Benjamin Britten.
Nel 2000 canta le 7 Romanze di Dmitrij Dmitrievič Šostakovič al Teatro Carlo Goldoni di Venezia per La Fenice.
Nel 2002 è Liza Elliott in Lady in the dark di Kurt Weill per il Teatro dell'Opera di Roma.
Nel 2005 è La contessa ne La dama di picche al Teatro di San Carlo di Napoli e partecipa alla Fenice al Concerto Straordinario Premio una vita nella musica 2005 a Pier Luigi Pizzi con Anna Caterina Antonacci, Daniela Dessì e Mariella Devia.
Nel 2006 un altro debutto, al Teatro Real di Madrid, interpreta Madame de Croissy nei Dialogues des Carmelites di F. Poulenc, per la regia di Robert Carsen.
Nel settembre del 2007, ai funerali di Luciano Pavarotti, all'inizio della celebrazione intona l'Ave Maria di Verdi, in onore degli anni di collaborazione e amicizia.
Nel giugno 2015, accetta di debuttare nella prosa, più che altro per gioco e amicizia verso il regista Riccardo Canessa, nella pièce di Thorton Wilder Villa Rahbani, interpretando il maggiordomo muto Alviero.

## Discografia parziale
- Turandot, Amy Shuard/Bruno Prevedi/Raina Kabaivanska/Edward Downes, 2011 Bump Ent Group
- Puccini: Madama Butterfly - Rico Saccani/Raina Kabaivanska/Nicola Martinucci/Franco Giovine/Paola Romanò, 2008 Rico Saccani
- Verdi, Falstaff - Karajan/Taddei/Kabaivanska, 1980 Deutsche Grammophon
- Verdi: Il trovatore - Chor der Deutschen Staatsoper Berlin/Giancarlo Luccardi/Bruno Bartoletti/Gisela Pohl/Raina Kabaivanska/Giorgio Zancanaro/Franco Bonisolli/Viorica Cortez/Johannes Bier/Staatskapelle Berlin, 2013 FonoTeam
- Verdi: Otello - Berislav Klobučar, 2014 Walhall Eternity Series
- Raina Kabaivanska In Concert, 1994 Gega New

## DVD & Blu-Ray
- Leoncavallo, Pagliacci - Karajan/Kabaivanska, regista Paul Hagar 1968 Deutsche Grammophon
- Puccini, Tosca (film 1976) - Bartoletti/Kabaivanska/Domingo, regista Gianfranco De Bosio 1976 Decca
- Puccini, Tosca - Oren/Kabaivanska/Pavarotti/Wixell/Mariotti, regista Mauro Bolognini 1990 RCA
- Puccini, Madama Butterfly - Kabaivanska/Antinori/Jankovič/Saccomani, 1983 Kultur/RAI
- Verdi, Falstaff - Karajan/Taddei/Panerai/Kabaivanska/Ludwig/Perry/Araiza/Schmidt, regista Karajan 1982 Sony
- Verdi, Il trovatore - Karajan/Kabaivanska/Cossotto/Domingo/Cappuccilli/van Dam, regista Ernst Wild 1978 TDK/Naxos

## Repertorio
| Ruolo                              | Titolo                       | Autore      |
| ---------------------------------- | ---------------------------- | ----------- |
| Agnese del Maino Beatrice di Tenda | Beatrice di Tenda            | Bellini     |
| Imogene                            | Il pirata                    | Bellini     |
| Teresa                             | Benvenuto Cellini            | Berlioz     |
| Margherita                         | Mefistofele                  | Boito       |
| The Governess                      | The Turn of the Screw        | Britten     |
| Turandot                           | Turandot                     | Busoni      |
| Tatiana                            | Evgenij Onegin               | Čajkovskij  |
| La Contessa Lisa                   | Pikovaya Dama                | Čajkovskij  |
| Wally                              | La Wally                     | Catalani    |
| Adriana Lecouvreur                 | Adriana Lecouvreur           | Cilea       |
| Fausta                             | Fausta                       | Donizetti   |
| Elisabetta I                       | Roberto Devereux             | Donizetti   |
| Maddalena di Coigny                | Andrea Chénier               | Giordano    |
| Armide                             | Armide                       | Gluck       |
| Kostelnicka                        | Jenůfa                       | Janáček     |
| Emilia Marty                       | Věc Makropulos               | Janáček     |
| Hanna Glawari                      | La vedova allegra            | Lehár       |
| Nedda                              | Pagliacci                    | Leoncavallo |
| La figlia                          | Torneo notturno              | Malipiero   |
| Manon                              | Manon                        | Massenet    |
| Thaïs                              | Thaïs                        | Massenet    |
| Madame de Croissy                  | Les dialogues des Carmélites | Poulenc     |
| Elle                               | La voix humaine              | Poulenc     |
| Manon Lescaut                      | Manon Lescaut                | Puccini     |
| Mimì                               | La bohème                    | Puccini     |
| Floria Tosca                       | Tosca                        | Puccini     |
| Cio-Cio-San                        | Madama Butterfly             | Puccini     |
| Giorgetta                          | Il tabarro                   | Puccini     |
| Suor Angelica                      | Suor Angelica                | Puccini     |
| Liù                                | Turandot                     | Puccini     |
| Matilde                            | Guglielmo Tell               | Rossini     |
| Giulia                             | La Vestale                   | Spontini    |
| Contessa                           | Capriccio                    | Strauss     |
| Elvira                             | Ernani                       | Verdi       |
| Leonora                            | Il trovatore                 | Verdi       |
| Violetta Valery                    | La traviata                  | Verdi       |
| Duchessa Elena                     | I vespri siciliani           | Verdi       |
| Amelia Grimaldi                    | Simon Boccanegra             | Verdi       |
| Donna Leonora di Vargas            | La forza del destino         | Verdi       |
| Elisabetta di Valois               | Don Carlo                    | Verdi       |
| Desdemona                          | Otello                       | Verdi       |
| Mrs Alice Ford                     | Falstaff                     | Verdi       |
| Irene                              | Rienzi                       | Wagner      |
| Liza Elliot                        | Lady in the Dark             | Weill       |
| Francesca da Polenta               | Francesca da Rimini          | Zandonai    |

## Riconoscimenti
Raina Kabaivanska ha ricevuto i seguenti premi operistici internazionali: Vincenzo Bellini (1965), Viotti d'Oro (1970), Puccini (1978), Luigi Illica (1979), Claudio Monteverdi (1980), il premio dell'Accademia Medici - Lorenzo il Magnifico, Firenze (1990), il Gran premio 'Una vita dedicata alla musica', Venezia (2000).